# Канал (Цілком таємно)

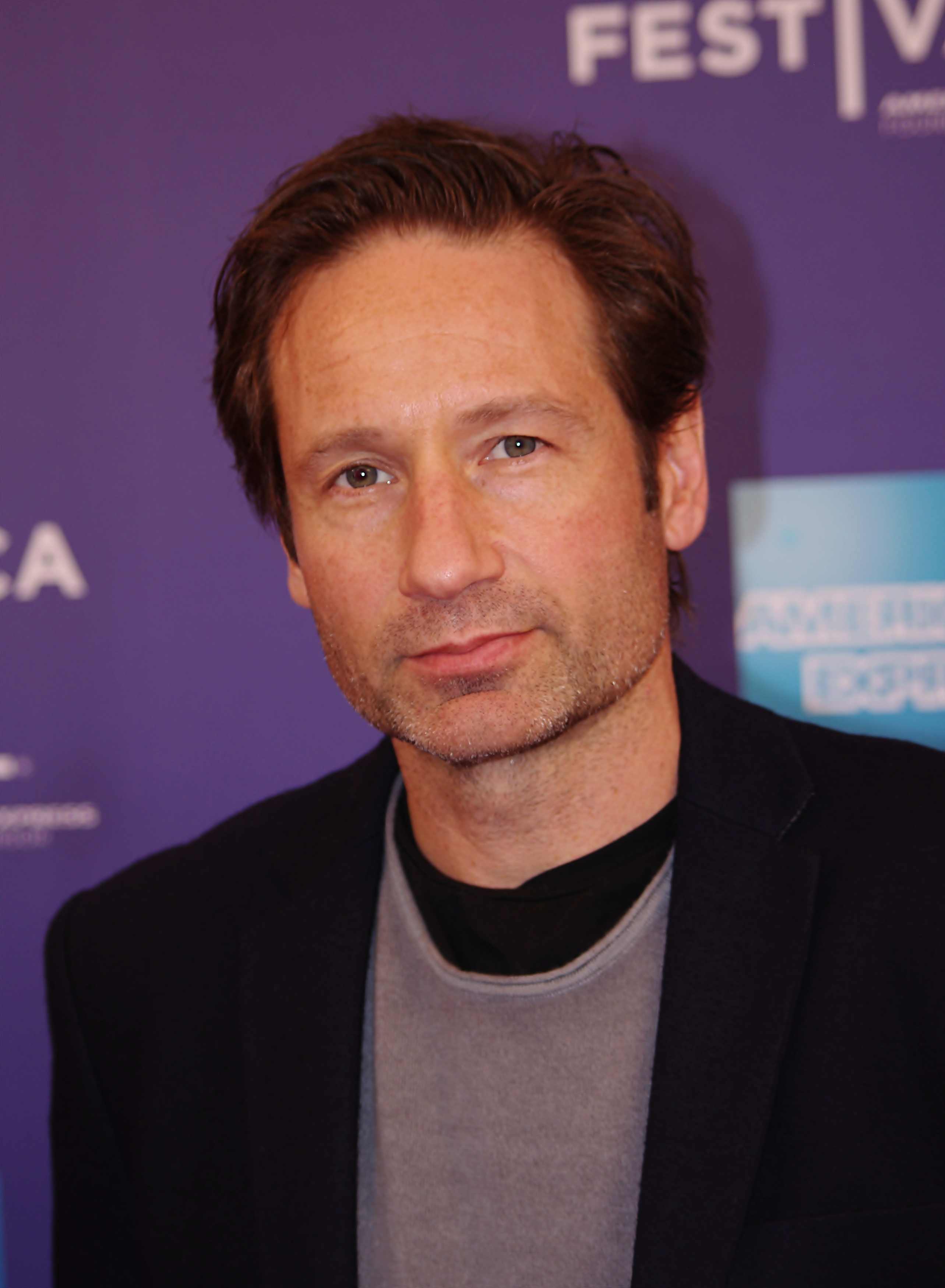

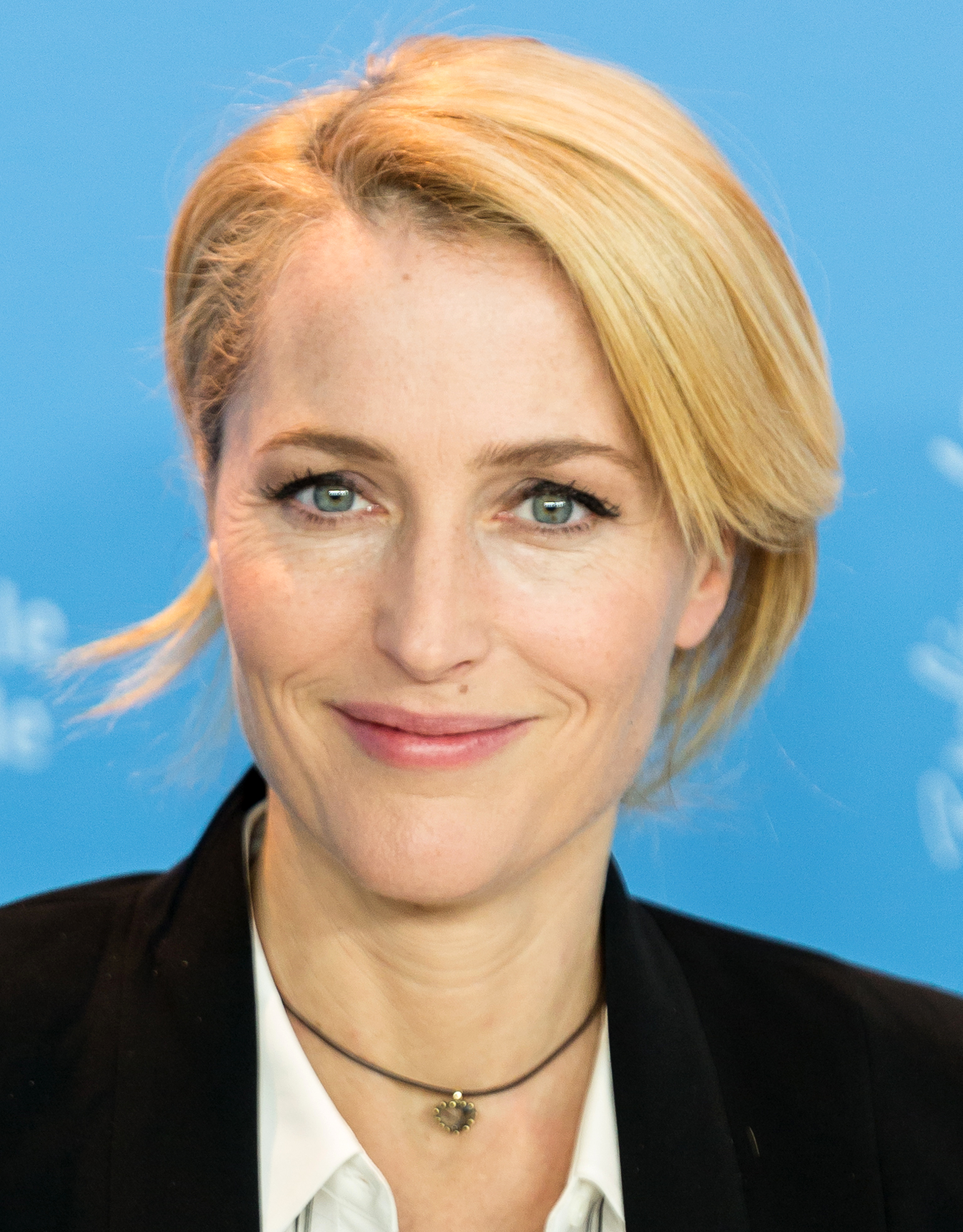

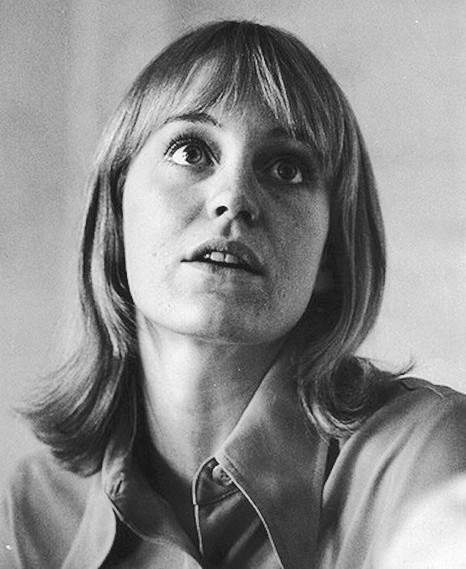

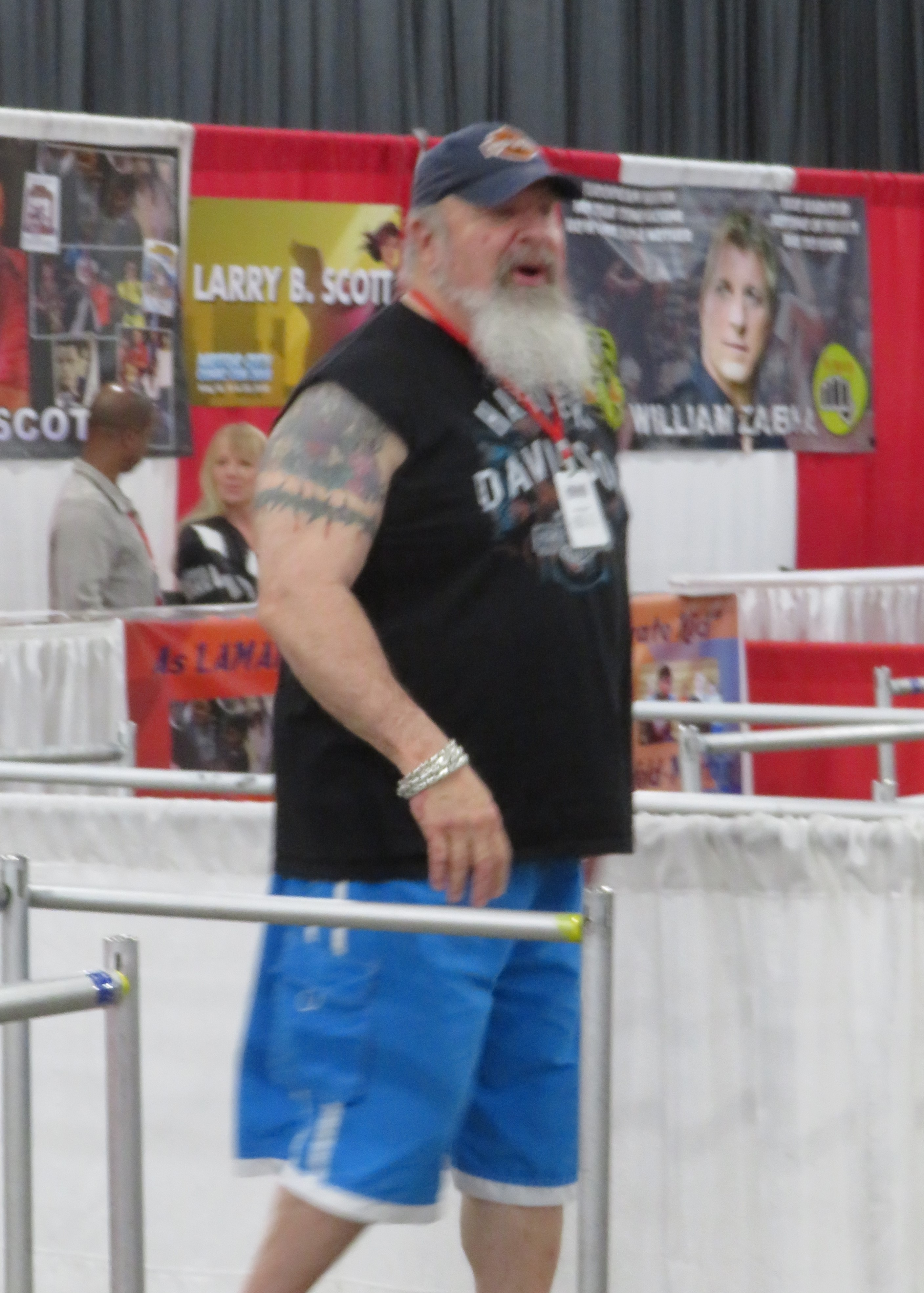

Канал (вільний переклад) — четверта частина першого сезону серіалу «Цілком таємно» («Секретні матеріали»).

## Короткий зміст
На березі озера Окободжі в штаті Айова таємниче яскраве світло спускається з неба та забирає з її спального мішка в той час, як її брат Кевін відчайдушно кличе на поміч маму. Агент Малдер робить запит, аби ФБР розслідувало зникнення Рубі після того, як звістка про це з'явилася в газеті. Агент Скаллі та шеф Блевіс звертають увагу, що дана ситуація схожа з пригодою, яка сталася в дитинстві із сестрою Малдера. Малдер сповіщає Скаллі, що Окободжі є «гарячою точкою» для НЛО, для підтвердження показує кілька газетних статей, що були надруковані ще декілька десятиліть тому. В одній із статей описано спостереження, здійснене дівчатами з табора бойскаутів; однією із них була Дарлін Морріс — мати нещодавно зниклої Рубі.
Малдер розпитує Кевіна, однак хлопчик не може пригадати, що сталося тієї ночі, коли зникла його сестра. Дивні записи, складені з нулів та одиниць, котрі пише Кевін (хлопчик каже, що отримує із телевізора), зацікавлюють Малдера, він їх відсилає для аналізу до Вашингтону.
Агенти розмовляють з однокласницею зниклої дівчини, котра повідомляє, що хлопець Грег Рендалл, від котрого завагітніла Рубі, планував таємно з нею утекти. Серед місцевих байкерів, до яких належав Грег, котрі зібралися в барі, про нього нічого не вдалося дізнатися.
Записи, котрі здійснював Кевін Морріс, виявляються частиною надсекретної передачі супутника міністерства оборони США двійковим кодом. Хлопчика арештовують агенти служби національної безпеки, однак згодом відпускають. Малдер здійснює припущення, що Кевін став провідником для передач інопланетян. Агенти повертаються до місця зникнення, де знаходять результати впливу високої температури; неподалік знаходиться тіло Грега Рендалла, поховане в невеликій могилі. Звдяки записці, знайденій в гаманці Ренделла, агенти, порівнявши почерк, з допомогою шерифа знаходять невідому дівчину, що говорила з ними — Тессу Сіарс, котра визнає, що застрелила Грега, однак відкидає свою причетність до зникнення Рубі.
Агенти повертаються до будівлі Моррісів та застають його спорожнілим. В одній із кімнат вони знаходять великий портрет Рубі, складений з листів Кевіна, написаних двійковими кодами. Після цього Скаллі й Малдер приїздять до озера Окободжі. Біля озера Малдер знаходить Кевіна, котрий в тумані прямує назустріч дивному світлу; джерелом світла виявляється група байкерів на мотоциклах. Малдер хапає хлопчика та намагається йому пояснити, що сестра більше не повернеться; в цей час його кличе агент Скаллі — в цьому ж лісі знайдено без свідомості Рубі.
Перебуваючи в лікарні, Рубі намагається повідомити, що з нею сталося, однак мати цьому заважає говорячи, що не бажає, аби сміялися над її донькою — як це було й з нею. Дарлін забороняє Малдеру розмовляти з донькою та висловлює версію, що Рубі весь час була із байкерами. Тієї ж ночі Скаллі прослуховує запис із справи про зникнення сестри Малдера — з гіпнотичним сеансом, на якому Малдер описав свої підсвідомі спомини; в них він стверджує впевненість, що сестра повернеться на Землю.
В завершальній сцені прокручується запис сеансу гіпнозу Фокса Малдера, де він стверджує, що голос у його голові закликає не боятися та запевняє, що сестра коли-небудь повернеться. Психолог запитує у Малдера, чи вірить він цьому голосу, на що Фокс відповідає:
«Я хочу вірити».

## Знімались
| Актор             | Роль          |
| ----------------- | ------------- |
| Девід Духовни     | Фокс Малдер   |
| Джилліан Андерсон | Дейна Скаллі  |
| Керрі Снодгресс   | Дарлен Морріс |
| Майкл Кавано      | шериф Вітерс  |
| Дональд Гібб      | Френк Брігс   |
| Чарльз Чіоффі     | Скотт Блевінс |

## Створення
В серії знімалася Керрі Снодгресс — у ролі Дарлін.
Зйомки проходили в Британській Колумбії на березі озера Бунтзен.